# Keiki Shimizu
Keiki Shimizu (清水 慶記 Shimizu Keiki?, nacido el 10 de diciembre de 1985 en Gunma) es un futbolista japonés que se desempeña como guardameta.

## Trayectoria

### Clubes
| Club                | País  | Año         |
| ------------------- | ----- | ----------- |
| Omiya Ardija        | Japón | 2008 - 2015 |
| Thespakusatsu Gunma | Japón | 2016 - 2017 |
| Blaublitz Akita     | Japón | 2018 -      |

## Estadística de carrera

### J. League
| Club                | Año   | J. League | J. League | Copa J. League | Copa J. League | Total | Total |
| Club                | Año   | Part.     | Goles     | Part.          | Goles          | Part. | Goles |
| ------------------- | ----- | --------- | --------- | -------------- | -------------- | ----- | ----- |
| Omiya Ardija        | 2008  | 0         | 0         | 0              | 0              | 0     | 0     |
| Omiya Ardija        | 2009  | 0         | 0         | 0              | 0              | 0     | 0     |
| Omiya Ardija        | 2010  | 0         | 0         | 0              | 0              | 0     | 0     |
| Omiya Ardija        | 2011  | 0         | 0         | 0              | 0              | 0     | 0     |
| Omiya Ardija        | 2012  | 0         | 0         | 1              | 0              | 1     | 0     |
| Omiya Ardija        | 2013  | 2         | 0         | 0              | 0              | 2     | 0     |
| Omiya Ardija        | 2014  | 8         | 0         | 2              | 0              | 10    | 0     |
| Omiya Ardija        | 2015  | 0         | 0         | -              | -              | 0     | 0     |
| Thespakusatsu Gunma | 2016  | 42        | 0         | -              | -              | 42    | 0     |
| Thespakusatsu Gunma | 2017  | 31        | 0         | -              | -              | 31    | 0     |
| Total               | Total | 83        | 0         | 3              | 0              | 86    | 0     |